# 小行星5231
小行星5231（英語：5231 Verne）是一颗围绕太阳公转的小行星。1988年5月9日，卡罗琳·舒梅克在帕洛马山发现了此天体。
这颗小行星的绝对星等为319.2522101096609等。